# Żoruchowo (przystanek kolejowy)
Żoruchowo – nieistniejący przystanek kolejowy w Żoruchowie, w województwie pomorskim, w Polsce.